# 松阪市立機殿小学校
松阪市立機殿小学校（まつさかしりつ はたどのしょうがっこう）は三重県松阪市にある公立の小学校。

## 概要
2026年度をもって松阪市立東黒部小学校、松阪市立西黒部小学校、松阪市立朝見小学校と統合され松阪市立東部北小学校が開校予定。

## 校区
井口中町、腹太町、六根町、保津町、魚見町、新開町、川島町、東久保町

## 児童数
2017年4月1日現在の児童数は51人である。

## 校区内の主な施設など
- 松阪市立東部中学校（進学先中学校）[4]
- 櫛田川
- 機殿神社